# Láva

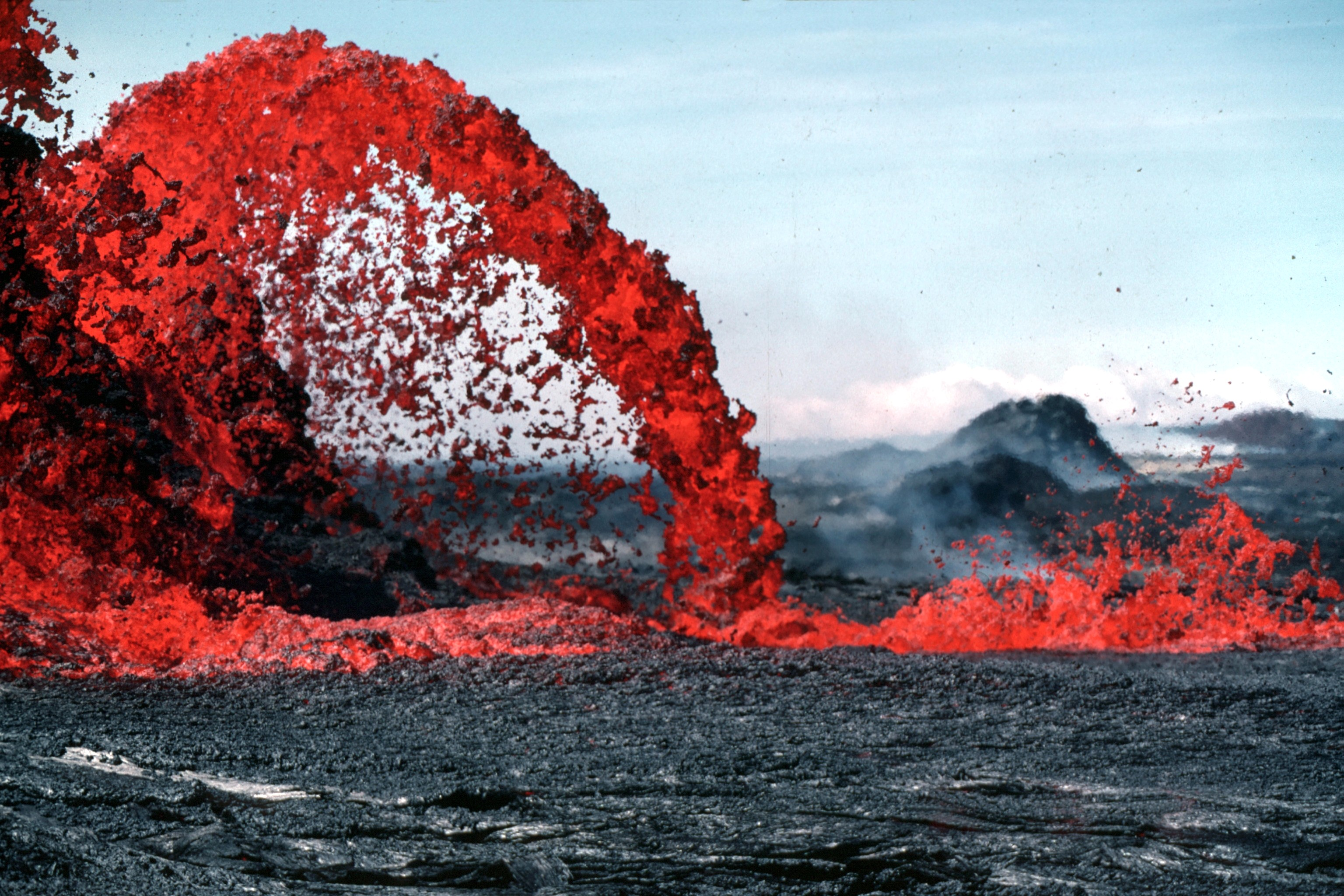
Izzó lávaszökőkút Hawaii szigeten

Láva a neve annak a folyékony kőzetolvadéknak, amely egy vulkáni kitörés során a felszínre kerül. A láva tulajdonképpen az illóanyagoktól (gőzök és gázok) megszabadult magma. Kitörés során a hőmérséklete 700-1200 °C között mozog, és noha rendkívül viszkózus, nagy távolságokra eljut lávafolyások formájában. A megszilárdult lávából keletkező kőzeteket vulkáni kőzeteknek (vagy vulkanitok) nevezik vagy effuzív (kiömlési) kőzeteknek, vagy – miután a vulkáni működés sokszor heves kitöréssel jár együtt – eruptív kőzeteknek nevezik.

## Összetétele és osztályozása
A láva összetétele a magmáéhoz hasonló, azzal a különbséggel, hogy a magmában lévő illóanyagok a felfelé tartó mozgás során korán elillannak.
A lávák a magmához hasonlóan, a következőképpen osztályozhatók:
- Ultramáfikus (pikrites)

SiO2 < 45%
hőmérséklet: 1500 °C-ig
viszkozitás: nagyon alacsony
kitörési viselkedés: kiömléses vagy nagyon robbanásos
előfordulása: divergens lemezszegélyeken, forrópontoknál, konvergens lemezszegélyeken. A legtöbb ultramáfikus láva az archaikumban került a felszínre. Napjainkból nem ismertek.
jellegzetes kőzetek: komatiit, boninit
- Máfikus (bazaltos)

SiO2 < 50%
hőmérséklet: 1300 °C-ig
viszkozitás: alacsony
kitörési viselkedés: kiömléses
előfordulása: divergens lemezszegélyeken, forrópontoknál, konvergens lemezszegélyeken. A víz alatti párnabazalt lávafolyások alkotóelemei.
- Átmeneti (andezites)

SiO2 ~ 60%
hőmérséklet: 1000 °C-ig
viszkozitás: átmeneti
kitörési viselkedés: robbanásos
előfordulása: konvergens lemezszegélyeken.
- Felszikus (riolitos)

SiO2 >70%
hőmérséklet: 900 °C-ig
viszkozitás: magas
kitörési viselkedés: robbanásos
előfordulása: divergens lemezszegélyeken, forrópontoknál, konvergens lemezszegélyeken.

## Lávafolyások

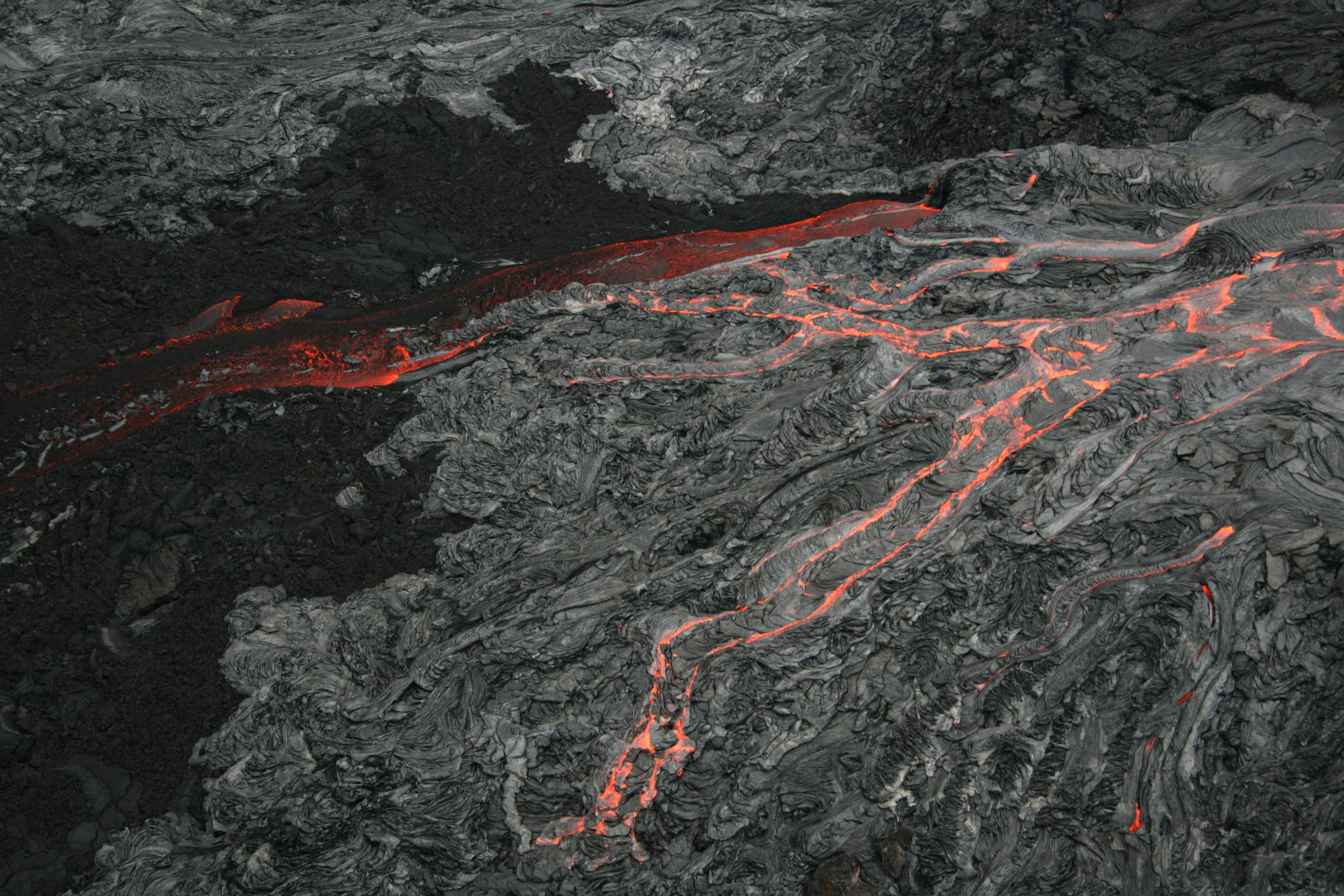
Lávafolyás a Hawaii-szigeteken

A lávafolyás vagy lávaömlés az a folyamat, melynek során az illóanyagoktól megszabadult magma, azaz a láva a felszínre kerül. Napjainkban a lávaömlések – az óceánközépi hátságok hasadékvölgyeit leszámítva – elsősorban a Hawaii-szigeteken, Izlandon és az Etnán gyakoriak. Az történelem során feljegyzett legnagyobb lávaömlés 1783-ban következett be, amikor az izlandi Laki több mint 14 km³ bazaltot öntött ki mintegy 40 km távolságba. A földtörténet során azonban jóval nagyobb kitörésekre is akadt példa: a Columbia folyóról elnevezett, középső miocén bazaltvidéken a Roza nevű lávaömlés-sorozat mindössze egy hét alatt 1500 km³ anyagot produkált. A hasonlóképpen képződött lávamezőket platóbazaltoknak nevezik. Ilyenek például a Dekkán-fennsík (kréta-paleocén határon képződött), Etióp-magasföld (tercierben keletkezett), Közép-Szibéria (kora mezozoikumban képződött) stb.
A központi kitörések (kráteren keresztül) lávafolyásai jóval kisebbek. Az Etna például 1535 óta kevesebb mint 4 km³ lávát adott, és legnagyobb lávaömlése nem haladta meg a 0,5 km³-t.
A láva összetétele alapján megkülönböztethetők:
- bazaltláva-folyások
- andezitláva-folyások
- dácitláva-folyások
- riolitláva-folyások

## Különleges lávák

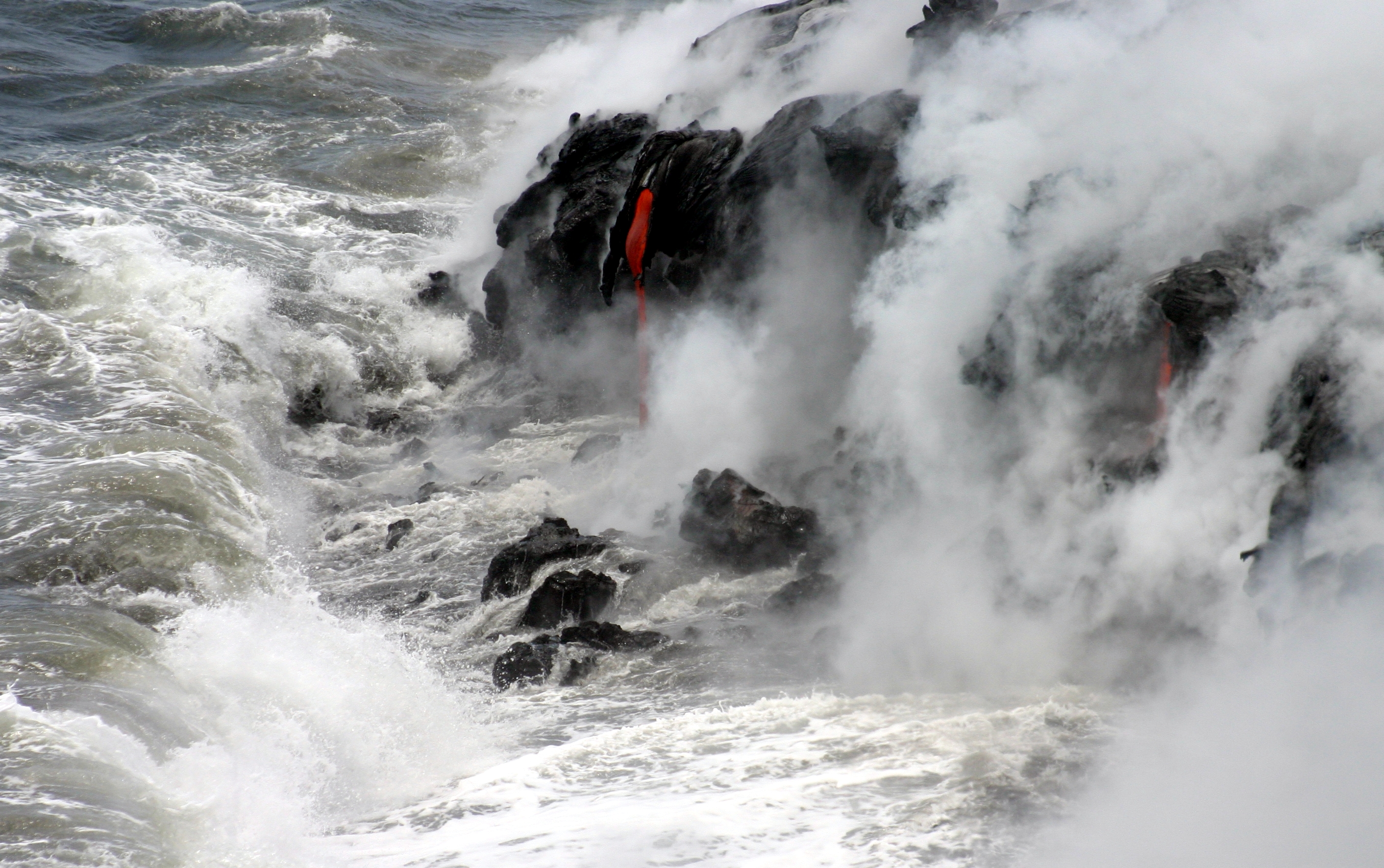
A Pāhoehoe vulkán lávafolyása belép a Csendes-óceánba Hawaii szigetén, a Hawaii Vulkánok Nemzeti Parkban

A karbonátit-láva nátrium, szén és kálium tartalmú anyagú, kisméretű (néhány tíz m hosszú) lávafolyás. Eredetileg fekete anyaga egyéb lávákhoz képest alacsony (kb. 580 °C) hőmérsékleten folyik, miközben oldott szén-dioxid szivárog fel belőle. Esőzés után az anyaga kifehéredik és porlad. Kizárólag a kelet-afrikai Ol Doinyo Lengai vulkánnál ismert jelenség.
A kénláva csak áttételesen nevezhető vulkáni képződménynek: egyes rétegvulkánokon igen nagy mennyiségben, szolfatara-működéssel halmozódik fel. Nagyobb (alulról jövő) felfűtés esetén, amelynek pontosan 113 °C hőmérsékletet kell elérnie, a kén megolvad, és hígan folyós, pahoehoe-felszínű lávafolyásként útnak indul. A hőmérséklet növekedésével a kén egyre hígabban folyós lesz, 160 °C fölött viszont (bár példa rá a természetben nem ismert) viszkozitása ugrásszerűen megnő. A Földön az Andokból, a Naprendszerből például a Jupiter Io nevű holdjáról ismeretes.
Ritkaságszámba megy a Chilében leírt, 20 m vastag magnetitláva, pahoehoe-felszínnel.

## A lávák felszínformáló hatása
A felszínretörő láva önmagában csak ritkán képes pozitív felszínformák létrehozására. Ilyenkor lávakúpokról beszélünk, melynek formáját elsősorban a kiömlő láva sűrűsége határozza meg: minél hígabb a láva, annál laposabb vulkáni kúp keletkezik. Bazaltláva-folyások esetében gyakori jelenség a fröccs-kúp, amelyet a kúp oldalán haladó lávafolyásból felfröccsenő láva alakít ki. A láva leggyakrabban egyéb vulkáni törmelékanyaggal együtt építi fel a vulkáni kúpot.

## Lávató

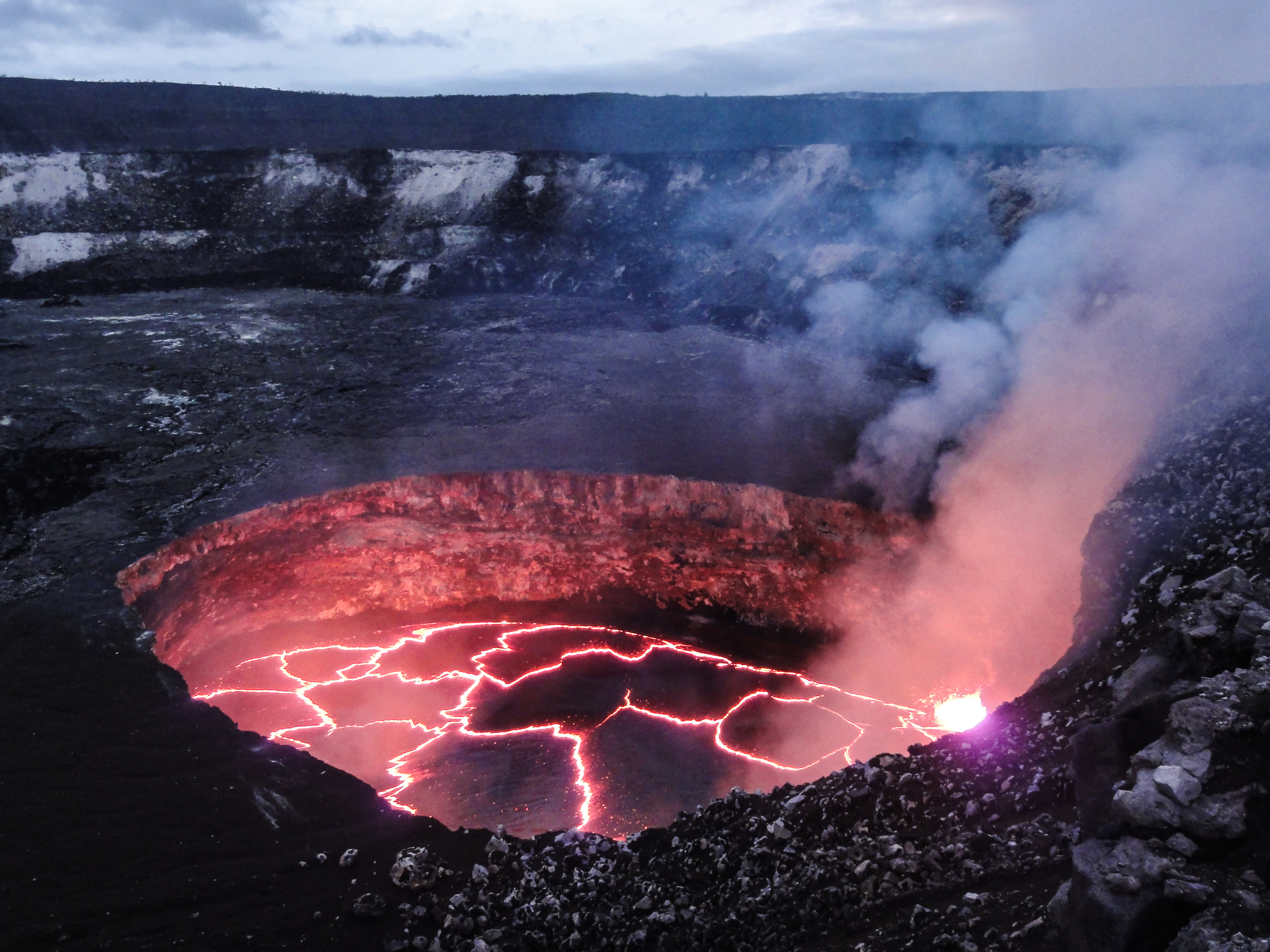
A Kilauea lávató, lépcsőzetes belsejű kráterének fenekén forró lávató hullámzik

A lávató ritka jelenség, és olyankor jelentkezik, amikor a kalderát kitölti a folyékony láva, de nem tör ki. A jelenség nem állandó: a láva vagy visszamerül a magmakamrába (ha lecsökken a kamra belső nyomása) vagy pedig utólagos kitörés során lávafolyás formájában elfolyik. Csak néhány vulkán esetében figyelték meg ezt a jelenséget:
- Mount Erebus, Antarktisz
- Pu'u 'Ō'ō és korábban Kilauea, Hawaii sziget[2]
- Erta Ale, Etiópia
- Nyiragongo, Kongói Demokratikus Köztársaság
- Marum, Vanuatu